# Escuela ganto-brujense

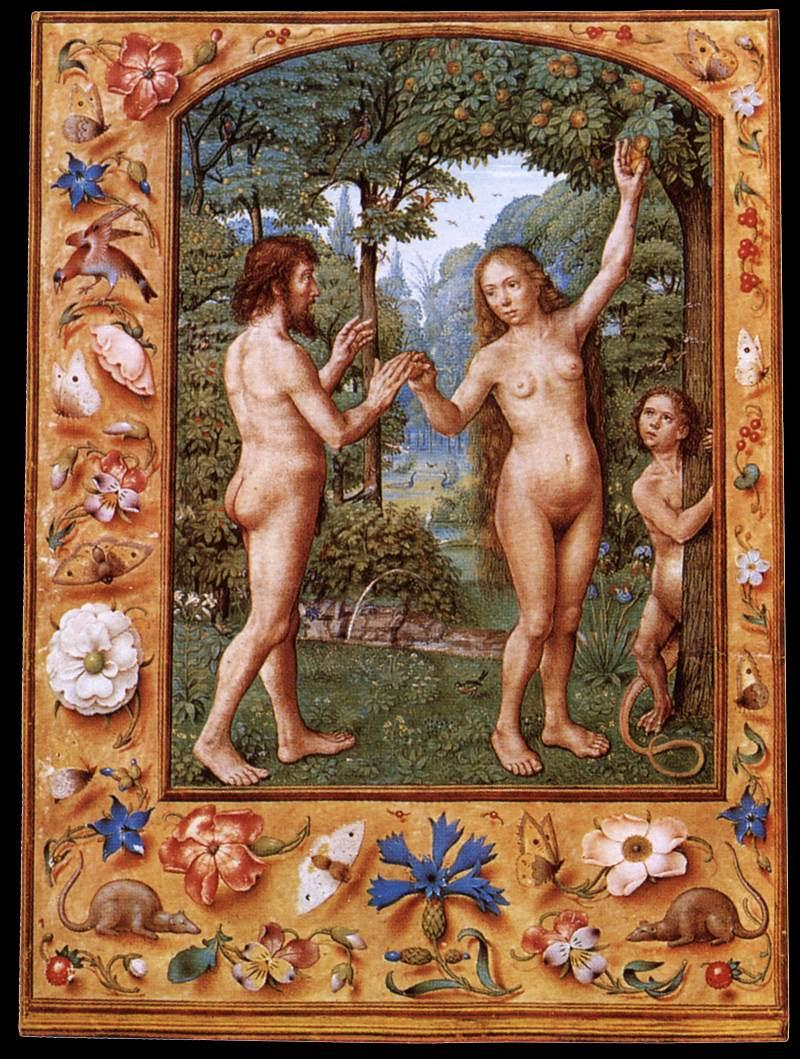
Adán y Eva, miniatura del Breviario Grimani, hacia 1510-1520.

La escuela ganto-brujense o escuela de Gante-Brujas es el término historiográfico para el movimiento artístico flamenco de ilustración de manuscritos del último cuarto del siglo XV y la primera mitad del XVI.

## Historiografía
El término de «escuela ganto-brujense» fue utilizado por primera vez, en 1891 por los historiadores del arte Joseph Destrée y Paul Durrieu. Designaba entonces a los pintores del Breviario Grimani y su entorno en los siglos XV-XVI.
Treinta años más tarde,el término fue puesto en entredicho por Friedrich Winkler, que defendía que el estilo aplica más a los artistas de Brujas que a los de Gante. Por contra, otros historiadores lo han ampliado hasta abarcar autores de todos los Países Bajos meridionales. Kren y McKendrick evitan incluso el nombre de «escuela de Gantes-Brujas», por considerarlo demasiado restrictivo para un género pictórico que se vio en toda Europa occidental.

## Estilo
El estilo de esta escuela reemplazó al imperante hasta entonces en la corte de los duques de Borgoña, donde los manuscritos comprendían generalmente una miniatura inicial de dedicación, a plena página, seguida de decoraciones florales estilizadas en los márgenes, representando generalmente acantos. Durante los años 1470-1480, un nuevo estilo apareció, expresando un interés naturalista en la representación de individuos, interiores o paisajes. Los iluminadores tomaron la costumbre de pintar los personajes (patrones del artista o no) en grandes retratos a pie o a medio cuerpo. Su estilo se inspiraba en pintores de caballete, como Hugo van der Goes. Utilizaban también cada vez más tonos brillantes o pastel mientras que el estilo previo se limitaba a colores primarios Aunque fue paralelo al primitivismo de la pintura flamenca, el nuevo estilo en manuscritos manifestó un mayor interés en el naturalismo.
La decoración de los márgenes perpetuaba el uso de motivos florales. Sin embargo las plantas de jardines botánicos contemporáneos, pintadas como trampantojos reemplazaron al acanto. Poco a poco, estas decoraciones se diversificaron, introduciendo una rica variedad de motivos:
- elementos de arquitectura
- animales, incluyendo insectos
- plumas de pavo
- conchas
- ramas de árboles
- flores cortadas
- piedras preciosas o perlas
- joyas
- monedas
- bandas de tela o piezas de cuero
- letras del alfabeto
- cartuchos con inscripciones
- escenas narrativas...

Este tipo de decoración se encuentra ya en pintores más antiguos como Hans Memling o Gerard David. Pero poco a poco, los iluminadores fueron convirtiendo las páginas que ilustraban en verdaderos cuadros en miniatura pintados con una extrema minuciosidad, con mucho gusto ilusionista - por ejemplo, los objetos proyectan su sombra sobre la superficie pintada, las gotas de rocío brillan sobre las flores, los insectos se están posando.

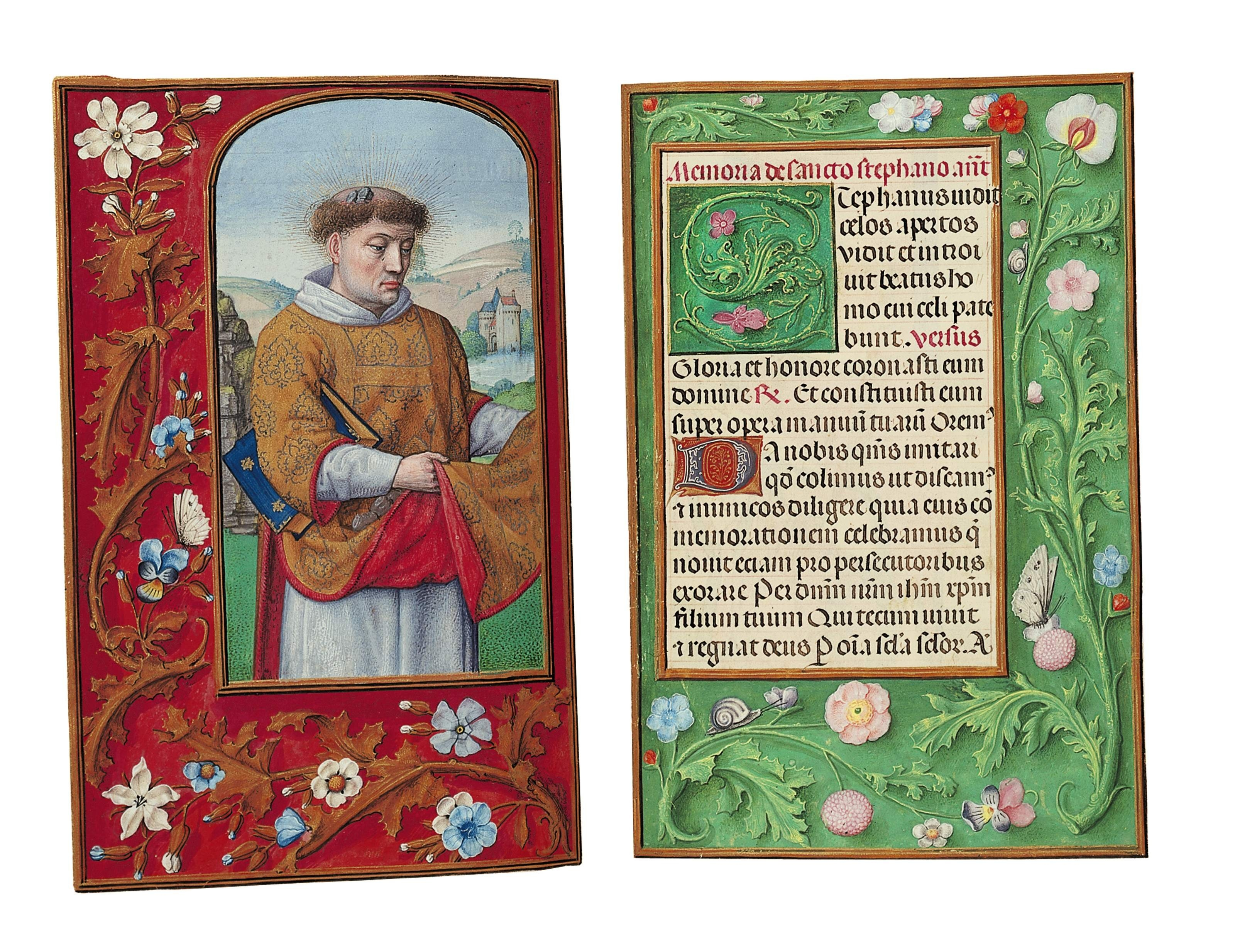
Horas de Rothschild.
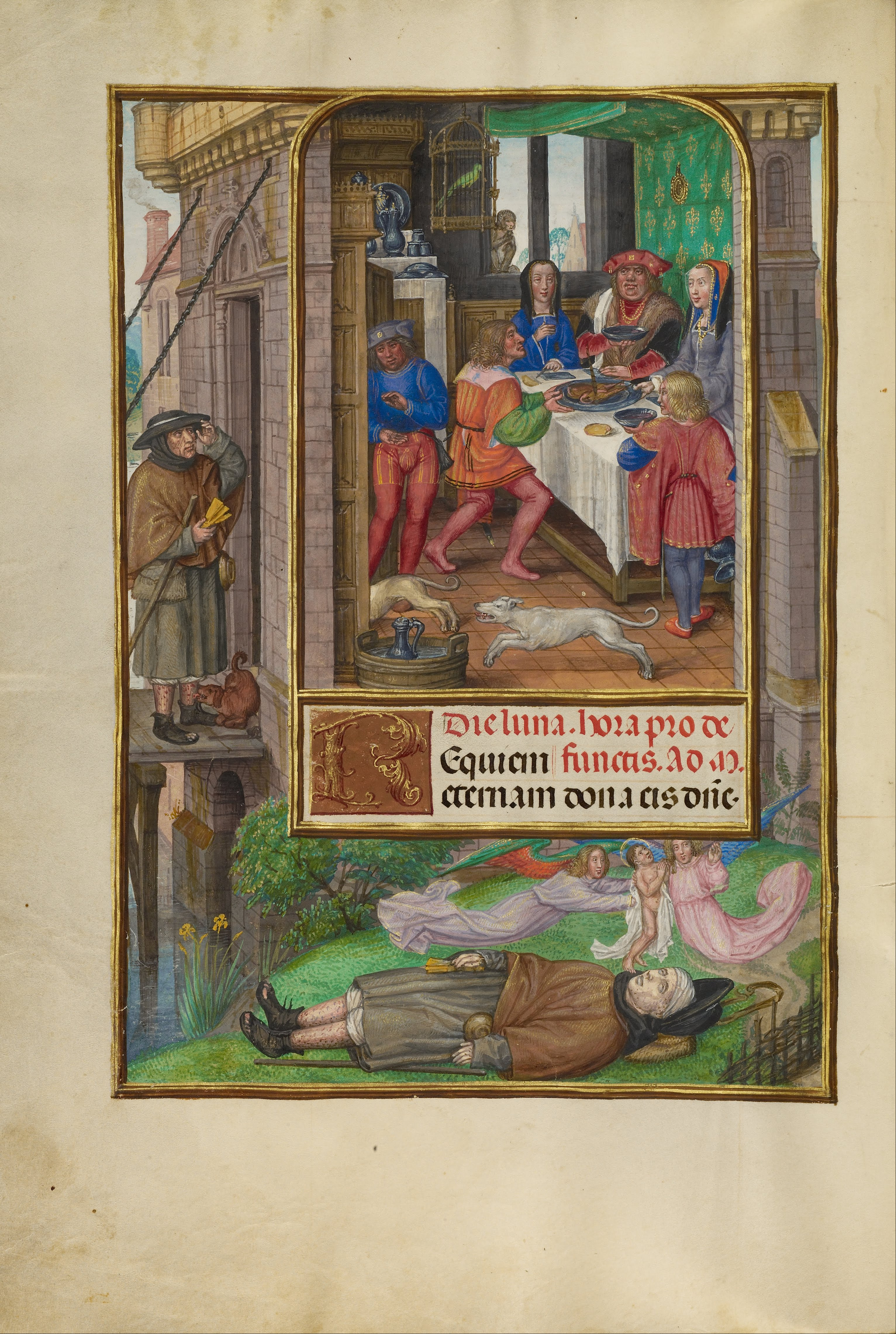
Horas de Spínola.
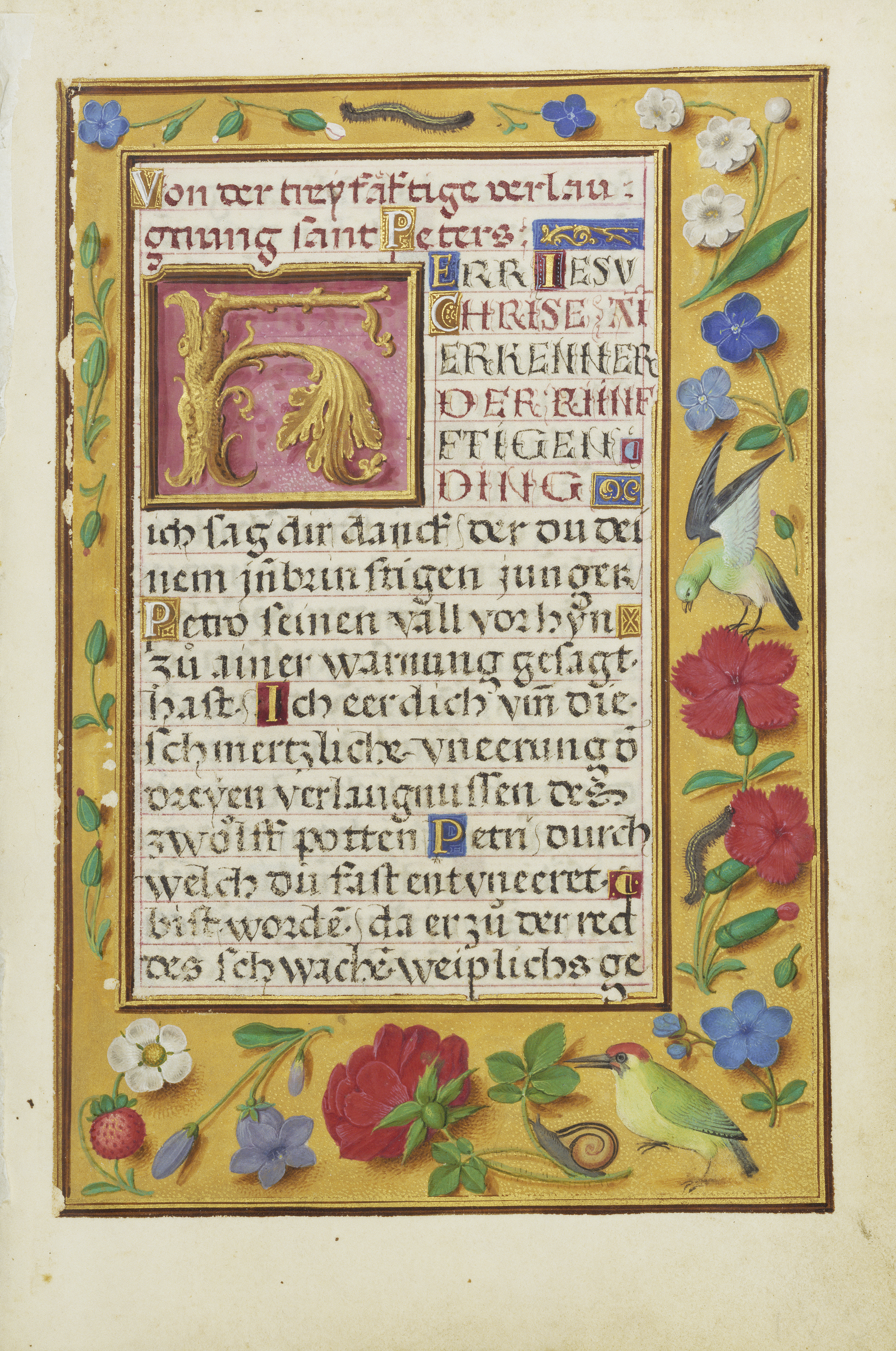
Libro de rezos del cardenal Alberto de Brandenburgo.

## Artistas y principales obras
Varios ilustradores flamencos de renombre se consideran parte de este movimiento artístico. Se consideran originadores:
- el Maestro de Le Remède de Fortune, autor flamenco al que se atribuye el primer paisaje realista en manuscritos. Participó en el manuscrito homónimo, en el Libro de horas de Milán-Turín y en otros trabajos.
- el Maestro de María de Borgoña, autor del Libro de horas de María de Borgoña y de las Horas de Engelberto de Nassau.
- Liévin van Lathem, gantés colaborador del anterior e ilustrador de unas Crónicas de Froissart.
- el Maestro del libro de rezos de Dresde, famoso por su parte en el Breviario de Isabel la Católica y las Horas de Spínola.
- Simon Marmion, que ilustró las Grandes crónicas de Francia, Las visiones del caballero Tondal y libros de horas y otros trabajos en la corte borgoñona. Llegó a ser apodado "el príncipe de los iluminadores".
- el maestro de las miniaturas Houghton

Aparecen luego:
- Gerard Horenbout, identificado como el Maestro de Jacobo IV de Escocia, colaborador del Breviario Grimani, autor del Libro de rezos de Rothschild, de las Horas de Jacobo IV de Escocia, de las Horas Sforza y de las Horas de Juana I de Castilla
- el Maestro de la Biblia de Lübeck, activo en Gante. Fue colaborador del anterior en las Horas de Spínola y ejerció también el oficio de grabador
- el Maestro de los Libros de rezos hacia 1500
- el Maestro de las escenas de David
- Gérard David, que participó en el Breviario Grimani
- Alexander Bening y su hijo Simon Bening, que participaron en el Breviario Grimani.

El estilo fue continuado por la descendencia de algunos de estos artistas a comienzos durante la primera mitad del siglo XVI:
- Los hijos de Gerard Horenbout, Lucas Horenbout y Susannah Hornebolt fueron ambos artistas. La familia se mudó a Londres, en lo que algunos han propuesto que fue un intento de la corona o del cardenal Wolsey de recuperar la ilustración de manuscritos en Inglaterra.[6] Se ha atribuido a Lucas veintitrés manuscritos. Susannah ganó fama en el periodo por su Salvador, adquirido por Durero.
- Simon Bening, hijo de Alexander Bening, fue el último miembro de la escuela y es conocido por las Horas Da Costa, el Libro de rezos de Alberto de Brandenburgo, el Libro de horas de Nuestra Señora de Hennessy, las Horas de Múnich-Montserrat y el Libro del Golf. Su hermana Levina Teerlinc es más conocida como pintora de retratos en miniaturas, aunque también fue iluminadora de manuscritos para varios reyes británicos.